# Oscar Moore (kierowca)
Oscar Moore (ur. 6 maja 1903, zm. 9 stycznia 1968) – brytyjski konstruktor i kierowca wyścigowy.

## Życiorys
W 1946 roku Moore zakupił pochodzące z 1937 roku BMW 328, po czym przerobił je wedle przepisów ówczesnej Formuły B. Kluczem przy przebudowie była minimalizacja masy samochodu, stąd też zastosowano karoserię ze stopów, małe błotniki typu rowerowego, specjalne lekkie koła oraz lekkie materiały w zastępstwie stalowych. Ostatecznie pojazd został przerobiony na samochód jednomiejscowy na przełomie 1947 i 1948 roku, zyskując nazwę OBM (od inicjałów Moore'a). Zmiana specyfikacji pojazdu wymusiła przeprojektowanie układu kierowniczego, paliwowego, przeniesienia napędu i zawieszenia. Nieznacznie zmodyfikowany został silnik tak, aby móc pracować na specjalnej mieszance metanolu, benzolu, acetonu i nitrobenzenu.
W 1949 roku samochód był przez Moore'a używany w wielu wyścigach w Europie, ustępując jednak Ferrari i Gordini. W 1950 roku odniósł OBM kilka dobrych rezultatów, w tym zwycięstwa w klasie w zawodach National Lulsgate i National Silverstone. Rok później zrezygnował z OBM na rzecz HWM i okazyjnie Jaguara XK120. W 1951 roku wygrał klasę w wyścigu National Castle Combe. Rok później zwyciężył w klasie w następujących wyścigach: National Goodwood, National Castle Combe, National Silverstone, National Boreham i National Snetterton. W 1953 roku triumfował w National Goodwood (kl. +3.0), National Castle Combe, National Snetterton, National Goodwood (kl. +3.0) i National Snetterton (kl. +1.5).
Uczestniczył także w kilku nieoficjalnych wyścigach według przepisów Formuły 1, a najlepszym jego miejscem była szósta pozycja w Ulster Trophy w 1952 roku.